# Áyios Dométios
Áyios Dométios (en grec moderne : Άγιος Δομέτιος est une commune chypriote qui se trouve dans la périphérie de Nicosie. Comme sa capitale elle est divisée : seul 20 % de son territoire communal d'origine se trouve aujourd'hui dans la partie sud (et européenne) de l'île et est librement accessible. Elle est réputée dans tout Chypre grâce à son hippodrome, à son checkpoint (lieu de passage entre le sud et le nord ouvert le 1er avril 2004) et à son usine de Coca-Cola.

## Politique et administration

### Liste des maires
| Période | Période  | Identité            | Étiquette | Qualité |
| ------- | -------- | ------------------- | --------- | ------- |
|         |          |                     |           |         |
| 1986    | 1996     | Andreas Cleanthous  |           |         |
| 1997    | 2011     | Andreas Hatziloizou |           |         |
| 2012    | En cours | Kostas Petrou       |           |         |

### Jumelages
- Dème d'Ágios Nikólaos (Grèce) depuis 1993
- Korydallós (Grèce) depuis 2000